# Інгрід Вендль
Інгрід Вендль  (нім. Ingrid Wendl, 17 травня 1940) — австрійська фігуристка, олімпійська медалістка.

## Виступи на Олімпіадах
| Олімпіада              | Дисципліна       | Місце |
| ---------------------- | ---------------- | ----- |
| Кортіна д'Ампеццо 1956 | одиночний розряд | 3     |